# Mindanao Septentrional

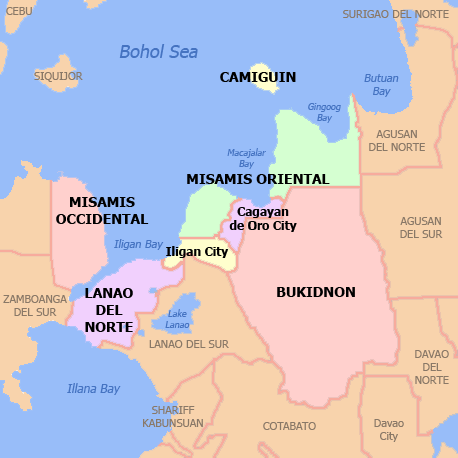
Mapa polític de Mindanao Septentrional

Mindanao Septentrional (en cebuà Amihanang Mindanao, en filipí Hilagang Mindanao, en anglès Northern Mindanao) és una regió de les Filipines, designada com a Regió X. La regió s'estén per la part septentrional-central de l'illa de Mindanao, i comprèn també l'illa de Camiguín. Consta de cinc províncies: Bukidnon, Camiguín, Lanao del Nord, Misamis Occidental i Misamis Oriental, a més de les ciutats autònomes de Cagayan de Oro i Iligan. La ciutat de Cagayan de Oro és la capital regional.
La superfície de la regió és de 20.132 km². Segons el cens de 2007, té una població de 3.952.437 habitants.

## Subdivisió administrativa
La regió de Mindanao Septentrional està composta per les següents unitats administratives de primer ordre:
| Província/Ciutat            | Capital        | Població (2007) | Àrea (km²) | Densitat de població (per km²) |
| --------------------------- | -------------- | --------------- | ---------- | ------------------------------ |
| Prov. de Bukidnon           | Malaybalay     | 1.190.284       | 10.498,6   | 113,4                          |
| Prov. de Camiguín           | Mambajao       | 81.293          | 238,0      | 341,6                          |
| Prov. de Lanao del Nord     | Tubod          | 538.283         | 3.011,4    | 178,7                          |
| Prov. de Misamis Occidental | Oroquieta      | 531.680         | 2.055,2    | 258,7                          |
| Prov. de Misamis Oriental   | Cagayan de Oro | 748.885         | 3.102,9    | 241,4                          |
|                             |                |                 |            |                                |
| Ciutat de Cagayan de Oro    | —              | 553.966         | 412,8      | 1.342,0                        |
| Ciutat d'Iligan             | —              | 308.046         | 813,4      | 378,7                          |
|                             |                |                 |            |                                |
| Mindanao Septentrional      | Cagayan de Oro | 3.952.437       | 20.132,3   | 196,3                          |

Tot i que Cagayan de Oro és sovint agrupada dins de la província de Misamis Oriental i Iligan és inclosa dins de la província de Lanao del Nord amb finalitats estadístiques per l'Oficina Nacional d'Estadística, com a ciutats altament urbanitzades són administrativament independents de les seves respectives províncies.